# Apomecyna guttifera
Apomecyna guttifera är en skalbaggsart som först beskrevs av Lacordaire 1872.  Apomecyna guttifera ingår i släktet Apomecyna och familjen långhorningar.
Artens utbredningsområde är:
- Gabon.
- Ghana.

Inga underarter finns listade i Catalogue of Life.